# Maxwell's Maniac
El Maxwell's Maniac és un videojoc per a ordinador que forma part del Microsoft Entertainment Pack. S'assembla una mica en el concepte del joc Maxwell's demon, on l'objectiu se separar les molècules vermella i blava en les seves respectives cambres de color, utilitzant una porta lliscant. El tauler de joc s'assembla al joc Jezzball. Va ser programat per Dima Pavlovsky, desenvolupat per Marjacq Micro i presentat el 1992 com a joc del paquet Microsoft Entertainment Pack.